# Índice de renta variable
Un índice es una selección de valores que intentan representar una variedad de  mercados, industrias, sectores o empresas. La representación del índice puede ser de manera general y amplia como pudiera ser todo el mercado accionario de los Estados Unidos de América (por ejemplo el índice Russel 3000) o tan acotada como un país o industria (MSCI Japón o  NASDAQ de Biotecnología). Cada índice tiene su propia metodología de constitución o reglas de inclusión, establecidas por el mismo proveedor. Las compañías que componen un índice son comúnmente llamadas “constituyentes”.

## Historia
En 1896, Dow Jones lanzó lo que hoy es conocido como el Dow Jones Industrial Average, un indicador que buscaba replicar el comportamiento de una amplia variedad de acciones del mercado de renta variable. Este indicador estaba compuesto por 30 empresas americanas conocidas como Blue Chips. Desde entonces varias firmas de servicios financieros, incluyendo Morgan Stanley Capital Internacional (MSCI), Frank Russel Company (Russell), Morningstar, Standard & Poor's (S&P), y Financial Times Stock Exchange (FTSE) han desarrollado familias de índices que miden el desempeño de una gran cantidad de mercados. Adicionalmente, organizaciones como Goldman Sachs, Lehman Brothers, Cohen & Steers, KLD Research & Analytics, Inc., NASDAQ Y The New York Stock Exchange (NYSE) han desarrollado índices que miden mercados selectos de acuerdo a sus áreas de experiencia profesional.

## Usos
Hay tres usos comunes de los índices:
1. Un índice  puede servir como un indicador del sano funcionamiento y dirección de los mercados. Por ejemplo el S&P 500 es comúnmente observado como una medida general del mercado de capitales americano.
2. Un índice puede servir como un punto de comparación (benchmark) de desempeño para un asesor de inversiones; éstos son comúnmente evaluados por su habilidad de sobrepasar los rendimientos del benchmark seleccionado, el cual debe reflejar de la manera más exacta el estilo de inversión elegido por el cliente.
3. Un índice puede servir como base de un instrumento o producto de inversión, tal como una sociedad de inversión indexada o un Exchange Traded Fund (ETF). La meta del administrador del fondo indexado es ofrecer al inversionista el rendimiento representado por el índice.

## Dimensión de las diferencias de Índices de Renta Variable
Los índices, incluyendo aquellos que tienen nombres similares, pueden ser muy diferentes entre ellos. Como ya se mencionó, cada proveedor de índices crea un conjunto distinto de reglas de constitución y definición de un índice. Aquí hay algunas diferencias importantes en las metodologías de construcción: 
1. Número de constituyentes (number of constituents): El proveedor de índices determina cuantas compañías serán incluidas en un índice. Aun cuando dos índices cubran la misma sección, industria o sector del mercado, si tienen un número diferente de constituyentes, uno podrá proveer diferente exposición y desempeño al otro. 
2. Capitalización: es el resultado del número total de acciones en circulación multiplicado por el precio unitario de la acción.
3. Estilo (style): Valor contra crecimiento (Value versus Growth): Una acción categorizada como de valor (value) tiende a negociarse a un precio bajo relativo a sus fundamentales, características comunes de este tipo de acciones incluye un alto porcentaje de  rendimientos (yield), bajo Precio /Valor Libros (Price-to-Book)  y/o bajo Precio/Utilidades (Price-to-Earnings). 
Una acción categorizada como de crecimiento (growth), por otro lado, tiende a negociarse en alto precio relativo a sus fundamentales, reflejando expectaciones futuras de crecimiento en medidas de básicas como los ingresos (earnings). Los proveedores de índices definen la clasificación según el estilo de maneras diferentes, usando una variedad de factores. 
Es posible para la misma acción aparecer en un determinado índice ya sea de crecimiento o de valor al mismo tiempo. Adicionalmente algunos proveedores (p.e. Morningstar) han creado una tercera categoría: concentración(core), para acciones que no se acomodan claramente en la categoría de valor o crecimiento. 
El crear una tercera categoría resulta en la creación de índices más concentrados en acciones meramente de valor o crecimiento. Cuando se intenta determinar que tan orientado está un índice en acciones de crecimiento, usualmente se revisa el múltiplo Price / Earnings (P/E), por lo general entre más alto sea el múltiplo más orientado será el índice en el estilo de crecimiento.
4. Composición del sector (sector composition): Similar a los índices que toman en cuenta la capitalización, este tipo de índices pueden ser de composición general (broad), grande (large), mediana (medium), o pequeña (small), también pueden diferir en términos de su exposición al tipo de sector a la hora de conformar las diferencias en sus elementos constituyentes. Por ejemplo, si comparamos dos índices de composición tipo general, se desempeñarán de manera diferente tomando como base su sector muy específico de composición.

## Importancia de las diferencias de los índices de Renta Variable
Los  proveedores de índices crean, con los mismos activos existentes en el mercado, diferentes índices. Los constituyentes, la capitalización, el estilo y el sector de composición hacen las diferencias, las cuales interactúan para impactar en el riesgo y retorno del índice. Un asesor financiero debe considerar estos factores, entre otros, cuando construya un portafolio de inversiones. El conformar portafolios adecuados a las necesidades del cliente se basa, por mencionar los principales aspectos, en el conocimiento que el asesor tenga de las diferencias entre índices, la visión global del portafolio, y los objetivos generales de inversión del cliente, lo cual es mucho más complicado de lo que ser pudiera apreciar a simple vista